# レフ・ランダウ
レフ・ダヴィドヴィッチ・ランダウ（ロシア語: Ле́в Дави́дович Ланда́у、Lev Davidovich Landau、リェーフ・ダヴィーダヴィチ・ランダーウ、1908年1月22日 - 1968年4月1日）は、ソビエト連邦の理論物理学者。ウクライナ国立科学アカデミーおよびソビエト連邦科学アカデミー会員。絶対零度近くでのヘリウムの超流動理論によってノーベル物理学賞（1962年）を授与された。エフゲニー・リフシッツとの共著である『理論物理学教程』は、多くの言語に訳され、世界的にも最も高度な専門書のひとつとされている。ハルキウ物理技術研究所（1932～1937年）で理論物理学部を創設し、ソビエトの理論物理学の発展に貢献した。

## 生涯

### 幼年期

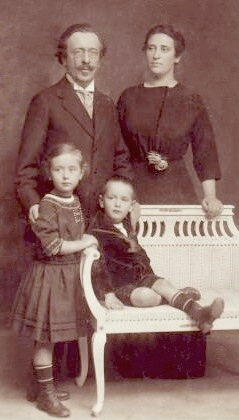
ランダウ一家（1910年）

ランダウは1908年1月22日に、当時はロシア帝国の一部だったアゼルバイジャンのバクーにてユダヤ人の家庭の第2子として誕生した。父ダビッド・ルボヴィッチ・ランダウは裕福な石油技術者、母リュボフは薬理学者で教育者だった。母の教育熱心さがランダウの科学的才能に大きく影響した。12歳で微分法、13歳で積分法を習得し、数学の神童と呼ばれた。
1920年に13歳でギムナジウムを卒業。両親は大学入学が早すぎると判断し、1年間バクー経済技術学校に通った。1922年、14歳でバクー国立大学に入学し、物理数学科と化学科を同時に受講。化学への関心は生涯続いたが、物理学に専念した。1924年、レニングラード国立大学に移り、1927年に19歳で卒業。

### レニングラードとヨーロッパ
1927年、レニングラード物理技術研究所に在籍し、磁場中の電子運動や量子電気力学を研究。1934年に博士号を取得。同年、エネルギー密度行列の概念をジョン・フォン・ノイマンと並行して発見。1929年から1931年にかけて、ロックフェラー財団の奨学金で欧州留学。ドイツ語、フランス語、英語に堪能で、後にデンマーク語も習得。
ゲッティンゲンとライプツィヒに短期滞在後、1930年にコペンハーゲンのニールス・ボーアの理論物理研究所に滞在（4月8日～5月3日、9月20日～11月22日、1931年2月25日～3月19日）。ボーアを師と仰ぎ、物理学へのアプローチに影響を受けた。ケンブリッジ大学でポール・ディラックと共同研究し、ピョートル・カピッツァと磁場中の自由電子を議論、ランダウ反磁性を提唱。チューリッヒでヴォルフガング・パウリとも研究した。

### ハリコフ
1932年から1937年にかけてハリコフ物理技術研究所（当時ウクライナ物理技術研究所、UPTI）の理論物理部長を務め、ハルキウ国立大学とハルキウ工科大学で講義。エフゲニー・リフシッツと『理論物理学教程』の執筆を開始。理論物理学者の育成のため、厳格な理論ミニマム試験を開発（1934～1961年に43人合格）。ポール・ディラックやニールス・ボーアがハリコフを訪問し、UPTIは世界的な研究拠点となった。
1932年、チャンドラセカール限界の計算を行ったが、白色矮星には適用しなかった。1937年、大粛清に伴うUPTI事件で同僚が逮捕され、ランダウはモスクワに脱出。

### モスクワ

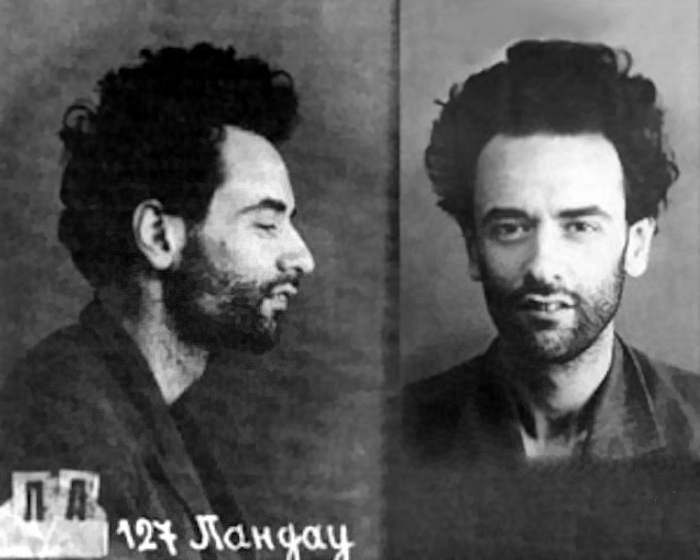
獄中での写真（1938年）

1937年、物理問題研究所の理論物理部長に就任。1938年4月28日、同僚のYuli B. Rumer、Moisey A. Koretsと共に反ソビエトビラ作成の罪で逮捕され、ルビャンカ刑務所に収監。ピョートル・カピッツァの嘆願により1939年4月29日に釈放。
1941年、カピッツァ発見のヘリウム4の超流動を理論化し、準粒子と第二音波を提唱。1940～1950年代、ソビエトの原子爆弾・水素爆弾開発に参加したが、嫌悪感を示し最小限の関与に留めた。数値計算手法の貢献でスターリン賞（1941, 1949, 1953年）、社会主義労働英雄（1954年）を受賞。1950年代、フェルミ液体論を展開し、ヘリウム3の物性を予言。1962年、ノーベル物理学賞を受賞。

### 晩年
1962年1月7日、自動車事故で重傷を負い、2ヶ月間昏睡状態に。世界中の物理学者の支援で一命を取り留めたが、科学的創造性を失ったとされる。妻と息子は回復の可能性を主張。1962年のノーベル物理学賞授賞式には出席できなかった。
1965年、元学生らがランダウ理論物理学研究所を設立。1968年4月1日、事故の合併症（腸閉塞、肺塞栓症）で死去。ノヴォデヴィチ墓地に埋葬。

## 科学的業績
ランダウの業績は多岐にわたり、20世紀の理論物理学に大きな影響を与えた。主な成果は以下の通り：
- 超流動理論（1941年）：ヘリウム4の超流動を説明し、準粒子と第二音波を提唱。ノーベル物理学賞（1962年）の受賞理由[21]。
- フェルミ液体論（1956年）：ヘリウム3や金属電子系の物性を説明。
- ランダウ減衰（1946年）：プラズマ振動の減衰理論。
- ギンツブルグ-ランダウ理論（1950年）：ヴィタリー・ギンツブルクと共同で超伝導の現象論を構築。ギンツブルクは2003年にノーベル物理学賞を受賞。
- 相転移理論（1935～1937年）：二次相転移の現象論（ランダウ理論）。
- 反磁性（1930年）：磁場中の自由電子のランダウ反磁性。
- 統計的核理論（1937年）：原子核の状態密度と励起エネルギーの関係。
- 理論物理学教程（1938～）：リフシッツらと共著の10巻シリーズ。量子力学、統計物理学、電磁気学などを網羅し、世界的教科書として評価[22]。

## 人物像

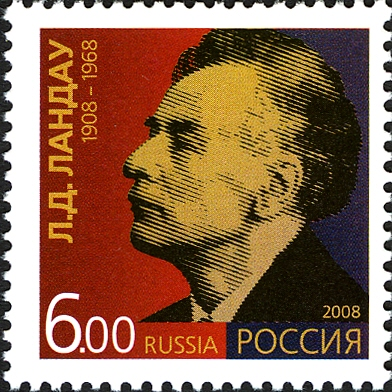
ランダウの記念切手（ロシア、2008年）

- 自由恋愛を信奉し、結婚後も愛人を持ち、不貞を奨励した[5][23]。
- 詩を愛好し、ニコライ・グミリョフを朗読。一方、音楽に嫌悪感を示した[5]。
- 物理学者を対数スケールで0～5に分類。自身を2.5（後に2）と評価し、アイザック・ニュートンを0、アルベルト・アインシュタインを0.5、ニールス・ボーア、ヴェルナー・ハイゼンベルク、ポール・ディラック、エルヴィン・シュレーディンガー、エンリコ・フェルミ、サティエンドラ・ボース、ユージン・ウィグナーらを1とした[24]。
- ユーモアに富み、事故後の診断で医師の指示を逆にした逸話が知られる[7]。医師に「マルを描いて」と言われバツを描き、「バツを描いて」と言われマルを描き、「なぜ指示に従わないのか」と問われ、「従ったら精神遅滞と思われる」と答えた。

## 記念
- バクーの生家に記念銘板が設置。
- 2008年、ロシアとウクライナの銀行が100周年記念コインを発行。
- 2010年、ウクライナ郵便がハルキウ工科大学125周年記念切手（ランダウ含む）を発行。
- 小惑星「2142 Landau」、月面のランダウ・クレーター、ハルキウのレフ・ランダウ通りが命名[25]。

## 年表
- 1908年：バクーで誕生。
- 1927年：レニングラード大学卒業。
- 1929～1931年：欧州留学（コペンハーゲン、ケンブリッジ、チューリッヒ等）。
- 1932～1937年：ハリコフ物理技術研究所理論物理部長。
- 1937年：モスクワの物理問題研究所理論物理部長に就任。
- 1938～1939年：逮捕・収監、カピッツァの介入で釈放。
- 1939年：ドロヴァンツェヴァ(K.T.Drobanzeva)と結婚。
- 1941年：超流動理論発表。
- 1943年：モスクワ大学教授。
- 1946年：ソビエト連邦科学アカデミー会員。
- 1946年：長男イーゴリー誕生。
- 1954年：社会主義労働英雄。
- 1962年：自動車事故、ノーベル物理学賞、レーニン賞。
- 1968年：モスクワで死去。

## 主な受賞歴
- スターリン賞（1941, 1949, 1953年）
- 社会主義労働英雄（1954年）
- マックス・プランク・メダル（1960年）
- フリッツ・ロンドン記念賞（1960年）
- レーニン賞（1962年）
- ノーベル物理学賞（1962年）